# Zsolt Zsigmond
Zsolt Zsigmond (született Trinn, 1935-ig; Pécs, 1908. augusztus 19.–Pécs, 1980. augusztus 7.) belgyógyász, sportorvos, névtankutató.

## Család, származás
Trinn Zsigmond néven született 1908-ban Pécsett, a Mária u. 35 sz. alatti Angster-házban, negyedik gyermekként, katolikus családba. Édesapja dr. Trinn Miklós törvényszéki bíró, püspöklaki sváb parasztgazda tanult gyermeke. Édesanyja Angster Olga, Angster József orgonaépítő lánya.
Másfél éves korában járványos gyermekbénulás (Heine-Medin-kór) miatt járásképtelenné vált. 1914 nyarán, hatéves korában családja a lourdes-i kegyhelyre vitte a gyógyulás reményében. Hazaérve a mindössze pár hete Pécsett szolgáló hadisebész (később a Berlini Sebészeti Klinikát vezető és az urológiai subdisciplinát megteremtő) Lichtenberg Sándor eredményesen megoperálta. Visszanyerve járóképességét, nyitva állt előtte a tanulás lehetősége.
1935-ben a testvérei által felvett Zsolt vezetéknévre magyarosított.
Felesége 1939-től Jankovics Klára (1914–1975). Egy fia és egy lánya született: dr. Szilágyi Sándorné dr. Zsolt Njúra (1940–) belgyógyász, kardiológus (fia nem érte meg a felnőttkort). Unokái: Enikő (1962–), Zsuzsa (1965–), Zsófia (1972–), Erzsébet (1973–).

## Tanulmányok
A pécsi ciszterci gimnáziumban érettségizett 1926-ban, tanulmányait a Pécsi Tudományegyetem Általános Orvostudományi Karán fejezte be 1933-ban. 
1937-ben iskolaorvos-egészségtan tanári diplomát szerzett. 
1926 nyarától a Pécsi Egyetemi Atlétikai Club (PEAC) szertárosa, egyetemi évei alatt pedig megalapította annak vitorlázó, turista-, sí- és atlétikai szakosztályát, utóbb pedig az egyesület elnöke lett. Az atlétikai szakosztály több alkalommal nyert országos főiskolai bajnokságot, egy versenyzője világrekordot is döntött.

## Orvosi pályafutása
Orvosi munkásságát a Pécsi Belklinikán kezdte, ahol hat évig szolgált díjtalan gyakornokként. 1936-tól foglalkozott az ifjúsággal mint iskolaorvos.  
Az 1940-es évek elején – társadalmi elkötelezettsége révén – részt vett az egyke-kutatásban, valamint a Pécsi Egyetemi Kisebbségi Intézet keretén belül a szórványmagyarság helyzetének vizsgálatával teljesített kultúrmissziót.  
1943-ban mint a Magyar Atlétikai Szövetség délnyugati kerületének elnöke, megszervezte a Pécsi Sportorvosi Intézetet. 1941–1949-ig gimnáziumi tanulmányi felügyelő ("felügyelő iskolaorvos"). 
Az iskola-egészségügyet ötvözve a sportorvoslással, az 1945. évi sportorvosi kongresszuson mint egyetlen vidéki előadó, több ezer középiskolai tanulón végzett sportorvosi vizsgálat tapasztalatairól referált, tanulmányt jelentetett meg az ifjúság ideális sportterheléséről. 
Az iskola-egészségügyi oktatást a háború után megszüntették, azonban Zsolt Zsigmondnak 1964-ben sikerült elérnie, hogy visszakerüljön a tantervbe. Célja a tanulók testi, lelki és szociális egészségkultúrájának megalapozása volt. A pécsi Komarov Gimnáziumban 1964-ben megalakult a megelőző egészségvédelmet tanuló osztály, heti két órás tanulmányi idővel. Az érettségiző osztály záróvizsgájára – a Magyar Vöröskereszt III. Országos Kongresszusára való felkészülés jegyében – az 1968 áprilisában megtartott Ifjúsági Vöröskeresztes Parlament keretében került sor.   
1951–1957 között az iskolaorvosi teendők megtartásával a pécsi rendelőintézet röntgen-szakorvosa is. 1968-ban bekövetkezett nyugdíjaztatásáig hivatása az iskolaorvoslás volt, szervezte és oktatta a preventiv egészségvédelmet, aktív vöröskeresztes életet vitt az iskolákba. 1969 júniusában kiváltotta a magánorvosi praxist. A betegek nagy bizalommal fordultak hozzá, korát megelőző terápiás megoldásai és szociális érzékenysége okán.    
1980-ban hunyt el tumoros betegségben, feltehetően röntgensugár-ártalom következtében.    
Életművét Pécs városa 1996-ban posztumusz millecentenáriumi emlékéremmel ismerte el.

## Helynévkutatói munkássága
50 éves kora után kezdett bele a Baranya megyei helynévgyűjtésbe, ami egyre nagyobb időráfordítást igényelt. Az elvesző helynevek szisztematikus feltérképezése révén 1971-ben már 164 község anyagáról számolt be. Az elmélyült kutatás és az összefüggések felismerése nyomán eleinte a Dunántúli Naplóban jelentek meg részeredményei (54 cikk), majd 1975-ben első összefoglaló munkája (Árpád?).
Vizsgálódásai során kiderült, hogy az ország különböző helyein előforduló helynévcsoportok hasonlóak. Így 15 állandóan ismétlődő elnevezés közül legalább hetet minden településcsoportban meg lehet találni. Az egymástól távolabb eső vidékek honfoglalás kori helyneveinek feltűnő egyezése elgondolkodtató. Ha megfigyeljük az Árpád-kori településkörnyezetet, akkor a legkülső körön Árpád unokáinak, egy belsőbb körön fiainak személynévvel foglalt birtokrészét találjuk. A központban logikusan Árpád személynevet kellene találni, ám ilyen csak nagyon ritkán fordul elő, mindössze öt esetben. Elmélete szerint nem a közismert Árpád névalakot kell keresni, hanem észre kell venni a településrend középpontjában mindenhol fellelhető Pat, vagy az ősibb Put, Putu személynevet, mely önmagában, vagy az ,ar’/,úr’ méltóságnévvel egyetemben jelenik meg. Amikor Pat vezérből Kurszán halála után fejedelem lett, jogosulttá vált a méltóságnevet személyneve előtt viselni, s ez időtől fogva nevezték Úr-Patnak, Ar-Patnak. Az ,ar’/,úr’ szócska ótörök, jelentése: legfőbb, szent. 

## Főbb művei
- Egy baranyai járás magyarsága; Dunántúl Ny., Pécs, 1943
- Milyen sportokat űzhet a fejlődésben lévő ifjú?; Stephaneum Ny., Bp., 1943
- A magyarság fajfenntartó harca, különös tekintettel a magyarországi magyar szórványságra; szerzői, Kecskemét, 1943
- Bakonya község földrajzi nevei; Baranya megyei Levéltár, Pécs, 1974
- Árpád?; Baranya megyei Levéltár–Pécsi Geodéziai és Térképészeti Vállalat, Pécs, 1975
- Árpád? / Kanizsa, Komárom; Zsolt Njura, Érd, 1996

### Kéziratban maradt
- Töttös és Marót (1976)
- Kanizsa, Komárom (1979)
- Velény (1980)

## Díjak, elismerések
- Vöröskeresztes Munkáért Kitüntetés arany fokozata (1991, posztumusz)
- pécsi Millecentenáriumi Díj (1996, posztumusz)

## Hagyatéka, emlékezete
Dr. Zsolt Zsigmond Emlékserleg (1981, PEAC vándordíj – feledésbe merült).
2005. aug. 7-én avatták föl új síremlékét a Pécsi Köztemetőben.
Irathagyatéka a Baranya Megyei Levéltárban található.